# Wouter Crabeth II
Wouter Pietersz Crabeth II (Gouda, 1594 – aldaar, 18 juni 1644) was een Nederlands schilder.

## Levensbeschrijving
Wouter Pietersz Crabeth werd in 1594 geboren als zoon van de schepen en burgemeester Pieter Woutersz Crabeth; hij was een kleinzoon van de bekende glazenier Wouter Crabeth I, naar wie hij ook was vernoemd.
Crabeth kreeg zijn schildersopleiding van Cornelis Ketel (oom van de bekendere Cornelis Ketel de Jonge).

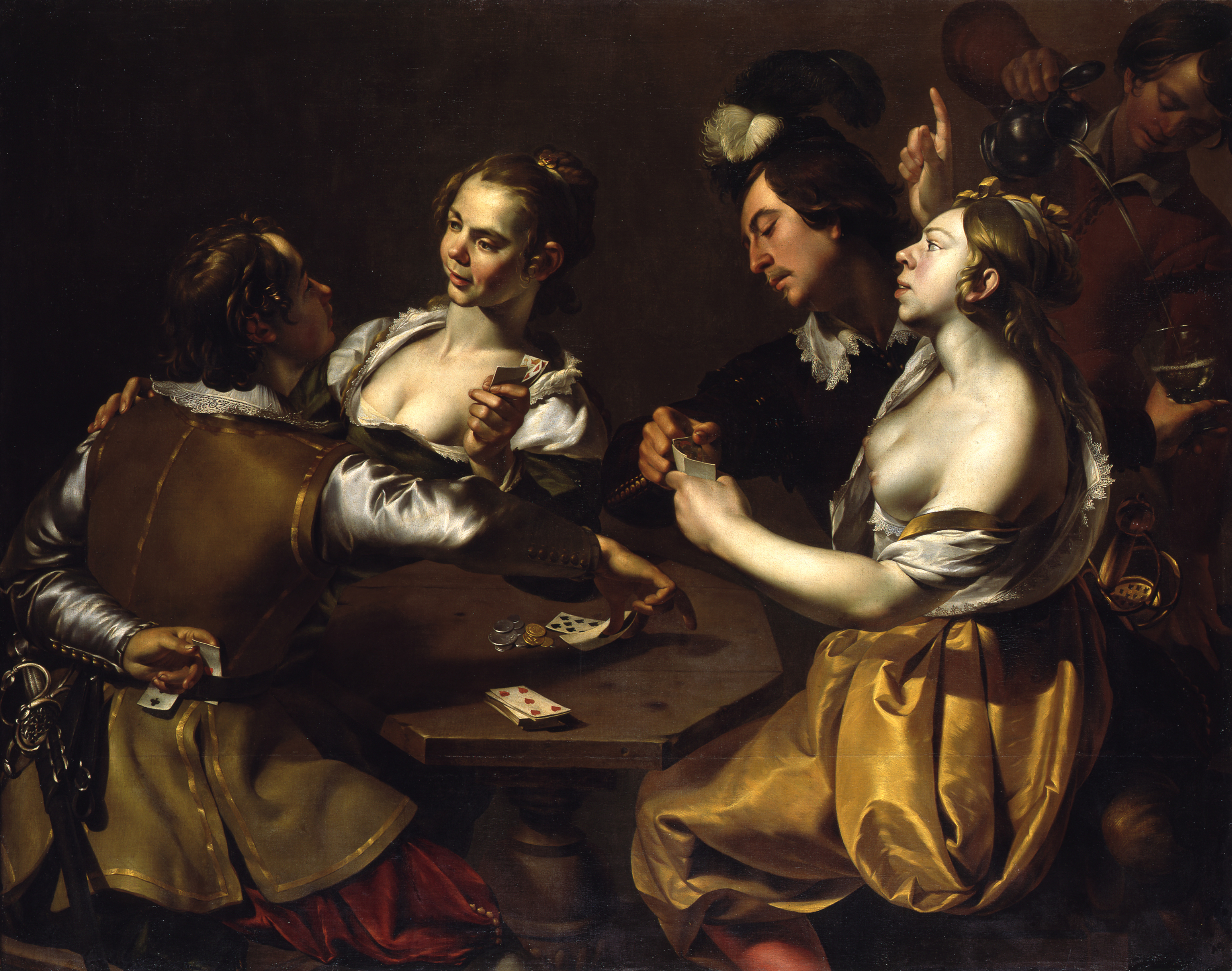
Valsspelers

Crabeth vertrok rond 1613 via Frankrijk naar Italië en werd in Rome lid van de zogenaamde “De Roomsche Schildersbent” de ‘Bentvueghels’, met schilders als Cornelis van Poelenburgh, Bartholomeus Breenbergh en Wybrand de Geest. Zijn alias in deze bent was “Almanack”.
In sommige van zijn werken is de invloed van Caravaggio duidelijk te herkennen, bijvoorbeeld in de Ongelovige Thomas.
In 1626 keerde hij weer terug naar Gouda en werd daar tot schutter beëdigd. In 1628 trouwde hij aldaar met de burgemeestersdochter Adriana Vroesen. In ditzelfde jaar werd hij - tijdens het burgemeesterschap van zijn vader - benoemd tot kapitein van de schutterij, een functie die hij tot zijn dood in 1644 zou blijven bekleden. In die functie maakte hij ook het Beleg van 's-Hertogenbosch in 1629 mee.
Diverse schilderijen van Crabeth zijn gemaakt in opdracht van pastoor Petrus Purmerent van de statie St. Jan Baptist te Gouda (later de Oudkatholieke Kerk).

## Uit de beschrijving van Ignatius Walvis
De Goudse historicus Ignatius Walvis geeft de volgende beschrijving van hem:
Een der voornaamste discipelen van Ketel, Wouter Crabeth, kleinzoon van den vermaarden Glasschilder Wouter Pietersz Crabet. Deze Wouter bezocht Vrankrijk, Italien, en de algemeene Schilderschoole Rome, van waar hij na eene dertienjarige reis na der Goude keerde, daar hij in 't jaar 1628 huwelijkte met Adriana Vroesen. Onder sijne deftigste werken zijn een Maria Hemelvaart, het Altaar-stuk in de bidplaatse van I.W. (= Ignatius Walvis). En sijn laatste groot stuk in conterfeitzels de toenmaals bedienenden krijgsraad van der Goude, levensgrootte verbeeldende, 'tgeen op de zaal van St. Joris Doelen hangd.

## Werken van Wouter Crabeth II

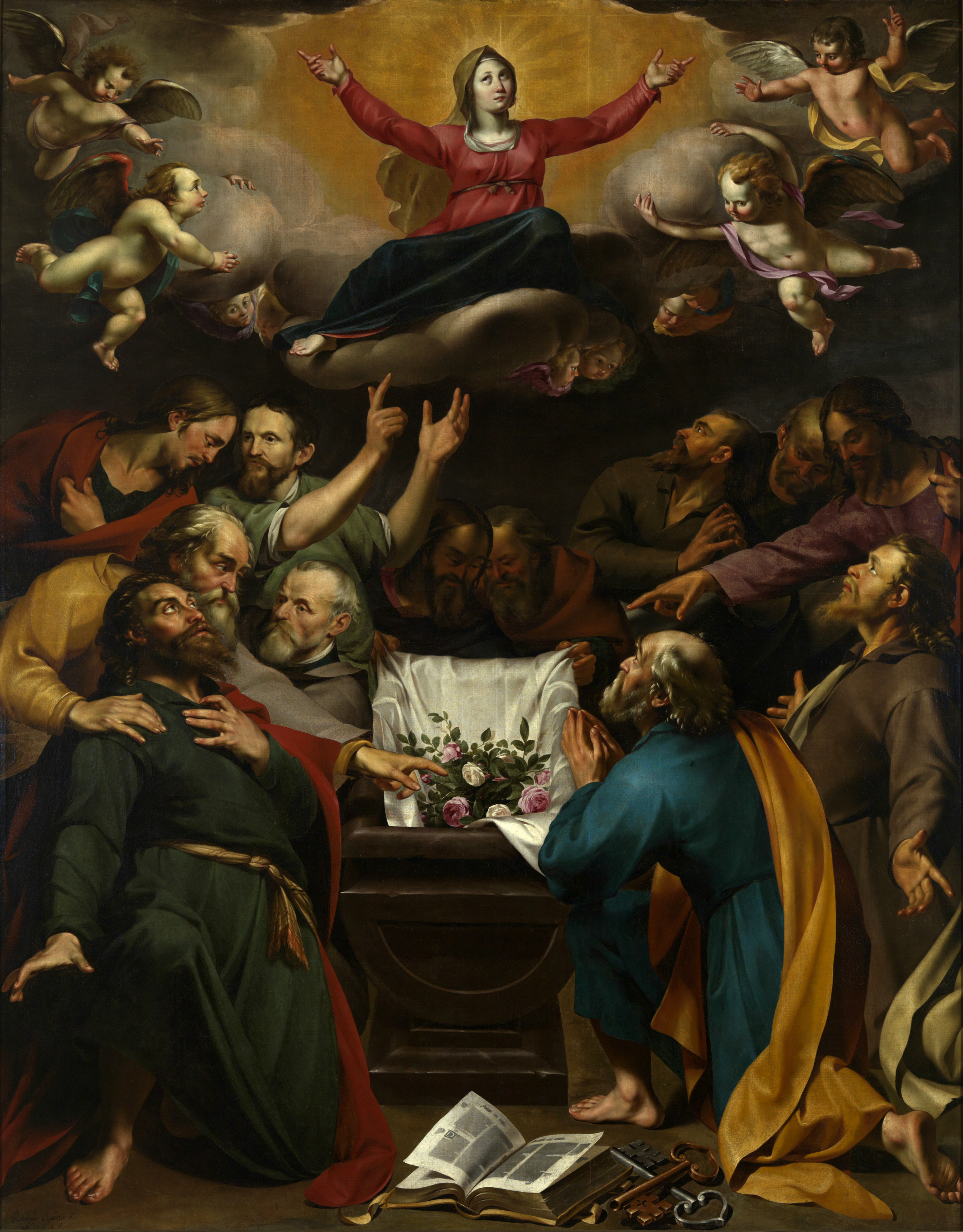
Maria Hemelvaart

- De Ongelovige Thomas (ca. 1628) (Rijksmuseum Amsterdam - uitgeleend door Museum Gouda)
- Ten-Hemelopneming van Maria (1628) (Museum Gouda)
- Aanbidding der Koningen (1631) (Museum Gouda)
- De bruiloft te Kana (waarschijnlijk 1640) (Museum Gouda)
- Bernardus van Clairvaux bekeert Willem van Aquitanië (1641) (Museum Gouda)
- Schutterstuk “Harmanus Herberts” (1642) (Museum Gouda)
- Stervende krijgsman (particulier bezit)
- Herdersvermaak (Koninklijk Museum voor Schone Kunsten Antwerpen)

Het schilderij de Ten-Hemelopneming van Maria werd door Crabeth als altaarstuk vervaardigd in 1628 in opdracht van pastoor Petrus Purmerent voor diens schuilkerk. Later is het in vergetelheid geraakt en in 1970 werd het teruggevonden - op de zolder van de pastorie - door de toenmalige directeur van Museum Gouda, dr. Jan Schouten. Nu is het weer tentoongesteld in dit Goudse Museum (Uit: “Kunst, twist en devotie”, zie:bronvermelding).

## Leerlingen
Leerlingen van Wouter Crabeth waren onder meer Jan Ariens Duif, Jan Govertsz Verbijl, Jan Franse Verzijl en Aert van Waes.

## Zie ook

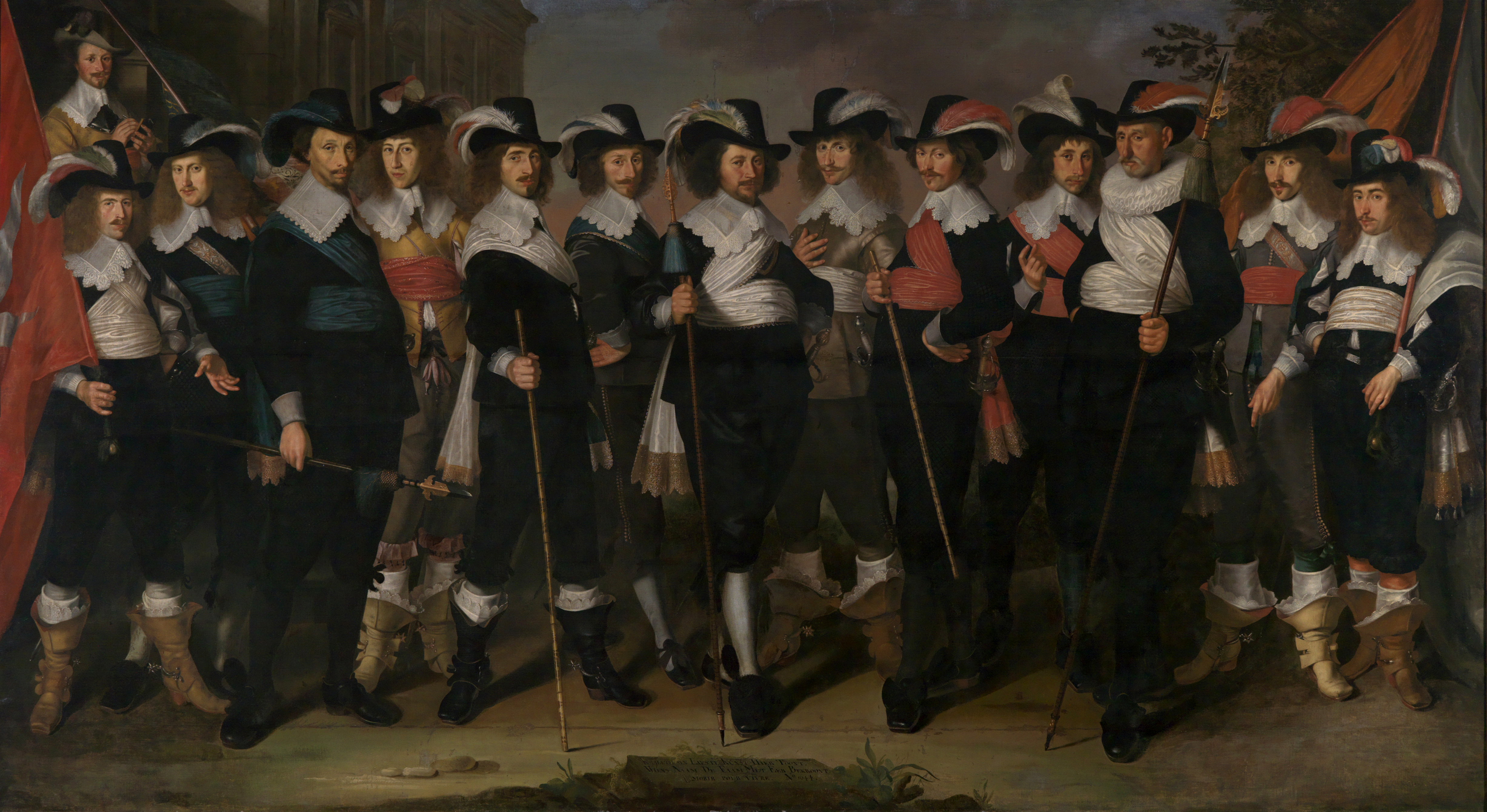
Schuttersstuk (1644)
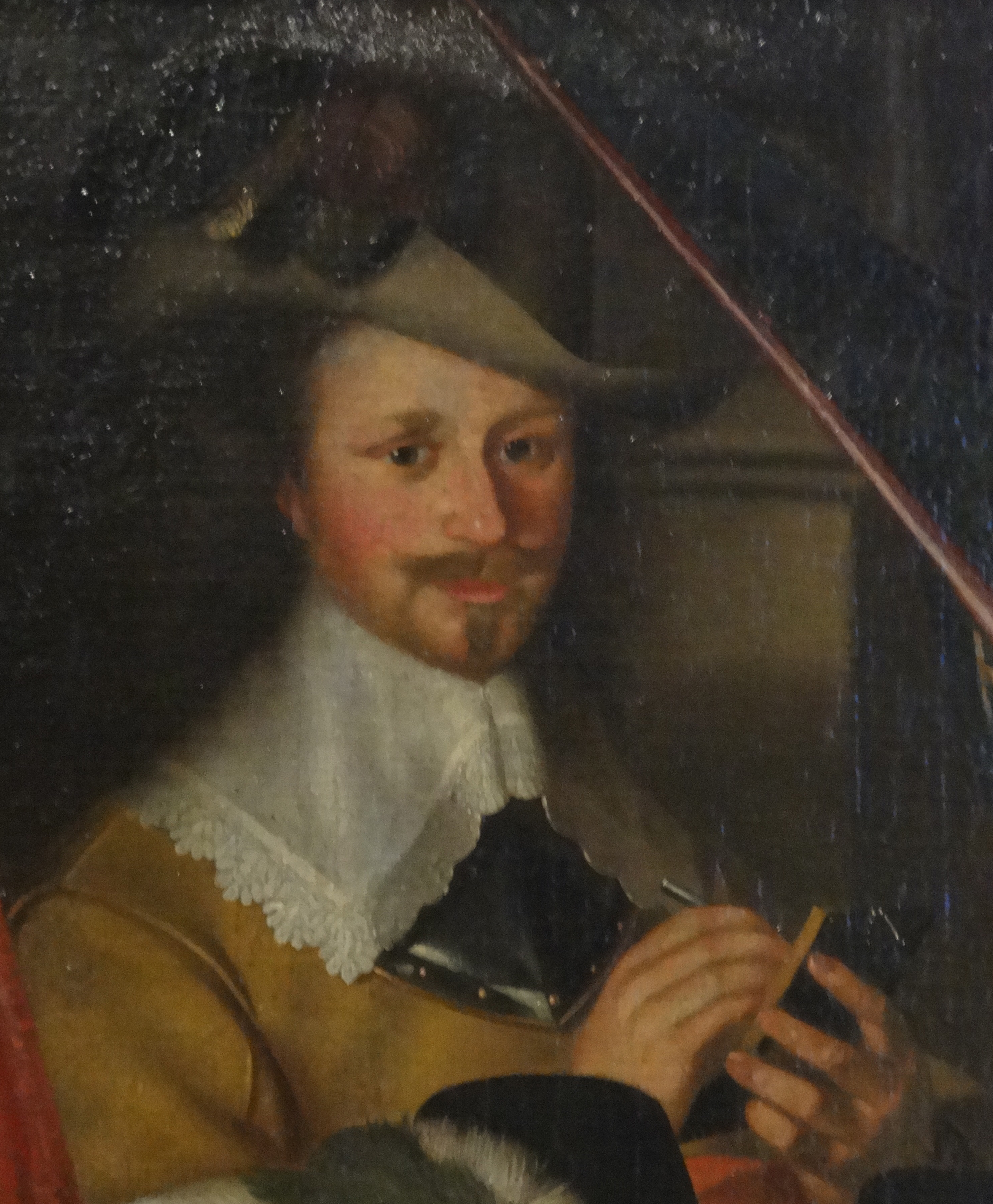
Vermoedelijk heeft Crabeth zichzelf afgebeeld op het schuttersstuk uit 1644 (informatie Museum Gouda)
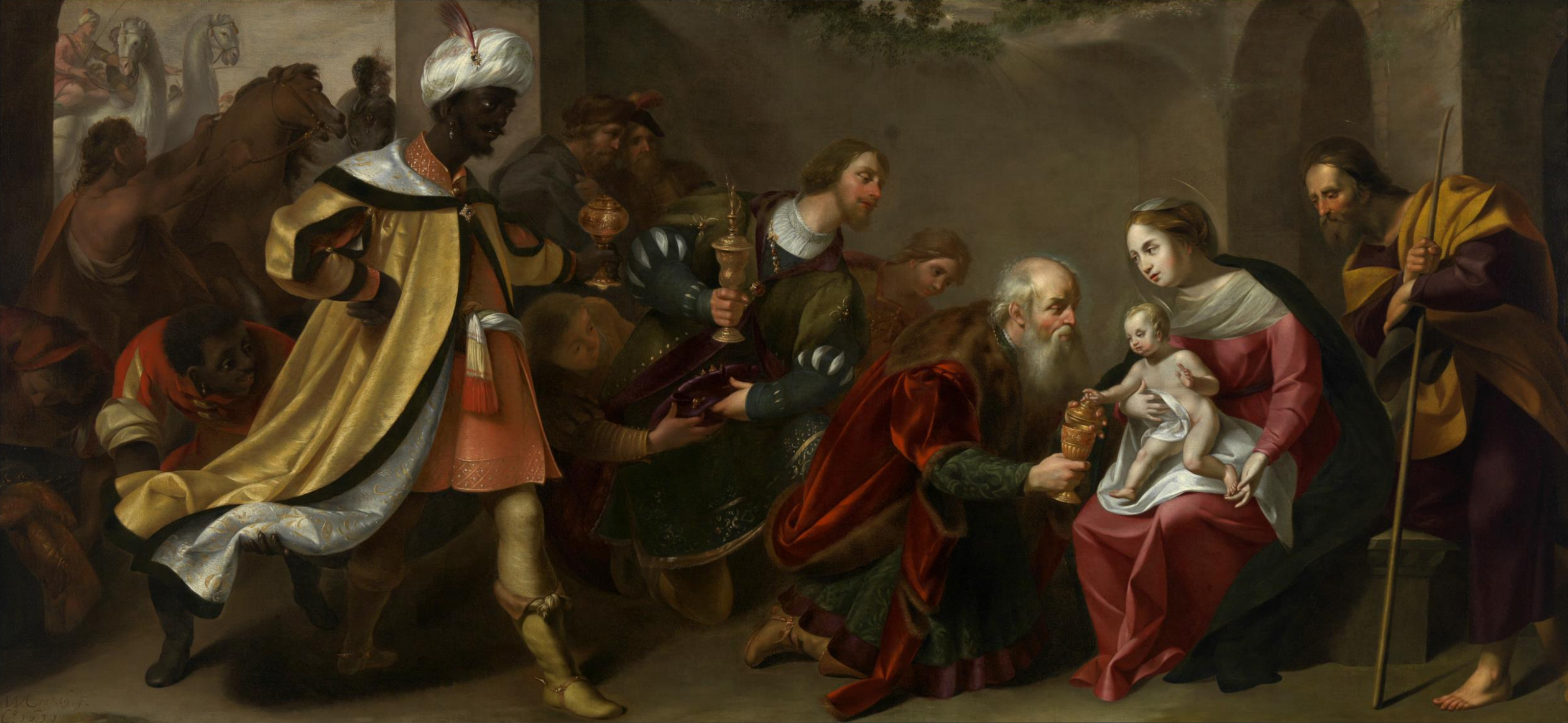
Aanbidding van de drie koningen
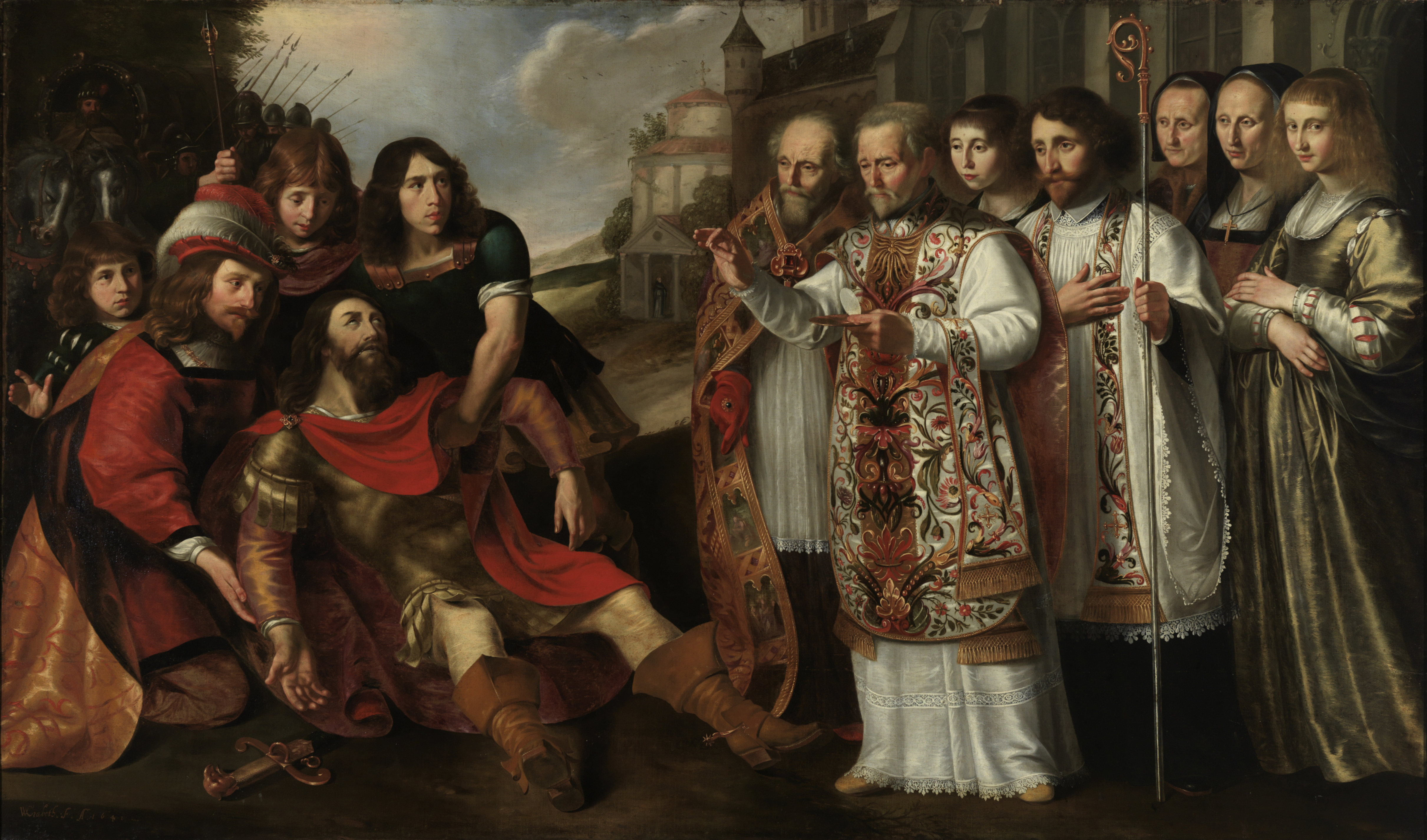
Bernardus van Clairvaux bekeert Willem van Aquitanië